# Omphacodes minima
Omphacodes minima là một loài bướm đêm trong họ Geometridae.